# 山岡晃
山岡晃（日语：／ Yamaoka Akira，1968年2月6日—），日本遊戲配樂師、作曲家。恐怖遊戲《沉默之丘》（Silent Hill）系列為其代表作。

## 姓名
日文中，「山岡」為山丘之意。若將其誤植作同音的「山崗晃」乃誤寫。「晃」為明亮之意（與「明」同音）。
中文中，「晃」作為明亮之意應念作huǎng。huàng為搖擺、搖動之意。台灣人王文華念作huàng屬誤讀。

## 早年
1986年，山岡晃於國立東京藝術大學設計系學習產品設計與室內設計。在成為遊戲作曲家之前，他原本打算從事設計師。但在學校念過產品設計後，轉而想成為音樂家。1988年，他離開學校，當了五年的自由音樂人。

## 生涯
1993年，山岡晃加入Konami，為《火箭騎士2》(Sparkster: Rocket Knight Adventures 2)工作。往後六年間，除了配樂也擔任遊戲設計推廣一職。1999年，正當Konami尋找能為《沉默之丘》(Silent Hill)作曲的人才時，山岡晃毛遂自薦。因為他認為自己是唯一有能力為此創作的人。
山岡晃負責《沉默之丘》系列所有的音樂、甚至音效，直至他離開Konami。他是《科樂美矩形波俱樂部》(Konami Kukeiha Club)的晚期會員。
2009年12月2日，他宣布離開已任職十六年的Konami，並到歐洲度長假。他沒有參與《沉默之丘8》的製作。
2010年2月3日，他加入Grasshopper Manufacture遊戲開發工作室。並為《英雄不再2》配樂。現在他正與須田剛一共事，製作與美商藝電合夥、由《生化危機》之父三上真司導演的新恐怖遊戲《闇影罪罰》(Shadows of the Damned)。

## 私生活
- 他表示最喜歡自己創作的曲子是《沉默之丘2》的Theme of Laura。[9]
- 2009年，他在訪談中表示，他最喜歡的遊戲創作者是須田剛一、最喜歡的遊戲是《英雄不再》。[10]此時他長期居於美國洛杉矶。[11]
- 山岡晃與為《沉默之丘3》至《沉默之丘：破碎記憶》錄音的女歌手Mary Elizabeth McGlynn、作詞與演唱的Joe Romersa三人為朋友關係。[12]
- 東京凱悅飯店（ハイアットリージェンシー東京）「翡翠宮」知名主廚山岡洋，為其叔父。[13]

## 音樂風格
山岡晃的音樂風格多變，他舉出曾受到Angelo Badalamenti（為大卫·林奇配樂）、金屬製品、流行尖端等影響。
當被問及設計系出身，有否助於他音樂造詣的成就時，他回答：「當時，日本的Mick Karn、Visage樂團的Steve Strange以及其他許多音樂家，用他們自己的新創風格，結合了音樂與藝術的概念。我真的受此啟發。因此，每當我開始作曲，我努力將音樂融合藝術。」
使山岡晃聲名大噪的《沉默之丘》系列，共七張原聲帶，音樂大多十分陰鬱壓抑、悲傷黑暗。他擅長在潛移默化的焦慮中，慢慢注入壓迫、最終累積成強烈的恐懼。其灰暗的音樂風格因巧妙融合黑暗氛圍、工業噪音、撒旦崇拜、死亡金屬、哥德風格、巴洛克鋼琴、抒情搖滾、迷幻電音等多項元素而獨樹一幟。

## 影響
- 2005年，全球一系列電子音樂人發行向山岡晃致敬的合輯《Broken Notes》系列。[14]
- 挪威樂團Stillhet以沉默之丘世界觀為題材發行首張專輯《Gjemt I Skyggene》。[15]

## 語錄
「沉默也是一種聲音。」("Silence is also a sound.")

## 作品列表

### 主要作品
- 精靈小球（Smart Ball）(1991)–與Yasuhiko Fukuda、Manabu Saito
- 綁匪 CD-ROMantic（Snatcher CD-ROMantic）(1992) (《短形波俱樂部》名義)–與Kazuki Muraoka，Akiropito，Kouzou Nakamura，Akihiro Jyuichiya，Tappy Iwase，Metal Yuhki
- 火箭騎士（Sparkster: Rocket Knight Adventures 2）(1994)–與Michiru Yamane、Aki Hata
- 火箭騎士（Sparkster）(1994)–與Kazuhiko Uehara、Masahiro Ikariko、Michiru Yamane、M. Matsuhira
- 綁匪（Snatcher）(1994)–與Keizou Nakamura、Masanori Adachi、Kazuhito Imai、Masanori Ohuchi
- 曇花一現（Lightning Legend）(1996)–與Ohamo Kotetsu、Matamata、Hitofumi Ushima、Yasuo Asai
- 極速之王（Speed King）(1996) (PlayStation版)
- 世界足球 胜利十一人97（International Superstar Soccer Pro）(1997)
- 培培（Poy Poy）(1997)
- 拳皇：聖拳（Kensei: Sacred Fist）(1998)–與Kyoran Suzuki、Norikazu Miura
- 世界足球 实况胜利十一人3（International Superstar Soccer Pro '98）(1998)
- 寂静岭（Silent Hill）(1999)
- 宇宙巡航艦III&IV（Gradius III & IV）(2000)
- 沉默之丘2（Silent Hill 2）(2001)
- 真魂斗羅（Contra: Shattered Soldier）(2002)–與Sota Fujimori
- 寂静岭3（Silent Hill 3）(2003)
- 火爆玫瑰（Rumble Roses）(2004)–與眾人
- 沉默之丘4：密室驚魂（Silent Hill 4: The Room）(2004)
- 沉默之丘 (電影)（Silent Hill）(2006)–與Jeff Danna
- iFuturelist (2006)：首張個人創作專輯
- 火爆玫瑰XX（Rumble Roses XX）(2006)–與其他創作者
- 沉默之丘：起源（Silent Hill: Origins）(2007)
- 沉默之丘：歸鄉（Silent Hill Homecoming）(2008)
- 沉默之丘：破碎記憶（Silent Hill: Shattered Memories）(2009)
- 英雄不再2：垂死掙扎（No More Heroes 2: Desperate Struggle）(2010)–與其他創作者
- 暗影诅咒（Shadows of the Damned）(2010)
- 名偵探的守則（名探偵の掟）(2009)(日劇配樂)

### 音樂遊戲曲目
beatmania IIDX
- 250bpm
- DIAMOND JEALOUSY
- LOVE WILL…(riewo名義)
- minimalian(DETROIAN名義)
- RISLIM(ric名義)
- in my eyes(ric名義)
- BRING HER DOWN
- i feel ...
- Love Me Do
- bit mania
- DANCER(DE VOL名義)
- ライオン好き
- 昭和企業戦士荒山課長
- SPACE FIGHT
- システムロマンス(ヒロシ&チー子名義)
- awakening
- INJECTION OF LOVE(新谷あきら名義)
- EMPTY OF THE SKY
- tant pis pour toi
- iFUTURELIST
- Heavenly Sun(IIDX版)
- Play back hate you
- ヨシダさん
- SHIFT
- マチ子の唄
- クイズ!家事都合!(AKIRA YAMAOKA feat.喜屋武ちあき名義)
- フェティッシュペイパ ～脇の汗回転ガール～ (ガキ大将ティーム名義) 與西村宜隆合作

Dance Dance Revolution
- LOVE THIS FEELIN'(Chang Ma名義)
  - ギターフリークス音樂のU1-Asamiによるremix
- Your Rain -RAGE MIX-(Akira Yamaoka feat. Mary Elizabeth McGlynn名義)
  - Silent Hill音樂的remix
- You're Not Here(Heather名義)
  - Silent Hill音樂的remix
- INJECTION OF LOVE(e)
  - IIDX音樂的英語版。海外版DDR有收錄其實驗版(HINA MIX)。
- INSIDE YOUR HEART
- I will Survive(AKIRA feat. Daline名義) グロリア・ゲイナーのカバー
- Oops!... I Did It Again(AKIRA feat. Susan Z名義) ブリトニー・スピアーズのカバー
- iFUTURELIST(DDR版)
- Waverer (Slide Mix) 海外版用Ultramixシリーズ當SongPack的廣告歌

pop'n music
- 流星☆ハニー(新谷あきら名義)
- エイプリルフールの唄
- ワンダーアイランド(T.sakisaka與我名義)
- popdod
- QUICK RESULT
- BI-BUN-SEKI-BUn(中央値算出チーム名義)
- わたしのパパはのうむだいじん(秋山巴美與パパドンドン名義)
- 踊る埴輪(響レイ奈&Akira Yamaoka名義)

GUITARFREAKS&drummania
- POWERDUNKER2000X
- LOVE THIS FEELIN'

## 外部連結
- 山岡晃官方Facebook（日語）
- 山岡晃官方Twitter （页面存档备份，存于）（日語）
- 山岡晃官方Ameba網誌 （页面存档备份，存于）（日語）
- 山岡晃Konami舊網誌(2006年停用)（日語）
- 山岡晃介紹 （页面存档备份，存于）（日語）
- iFUTURELIST專輯介紹（日語）